# أدورف
أدورف (بالألمانية: Aadorf) هي واحدة من بلديات مقاطعة مونكفيلن في كانتون تورغاو في سويسرا. تبلغ مساحتها 19.93 كيلومتر مربع، ويقدر عدد سكانها بـ 8794 نسمة (حسب تعداد ديسمبر 2015).

## المناخ
يظهر الجدول التالي التغييرات المناخية على مدار السنة لأدورف:
| البيانات المناخية لـأدورف          | البيانات المناخية لـأدورف | البيانات المناخية لـأدورف | البيانات المناخية لـأدورف | البيانات المناخية لـأدورف | البيانات المناخية لـأدورف | البيانات المناخية لـأدورف | البيانات المناخية لـأدورف | البيانات المناخية لـأدورف | البيانات المناخية لـأدورف | البيانات المناخية لـأدورف | البيانات المناخية لـأدورف | البيانات المناخية لـأدورف | البيانات المناخية لـأدورف |
| الشهر                              | يناير                     | فبراير                    | مارس                      | أبريل                     | مايو                      | يونيو                     | يوليو                     | أغسطس                     | سبتمبر                    | أكتوبر                    | نوفمبر                    | ديسمبر                    | المعدل السنوي             |
| ---------------------------------- | ------------------------- | ------------------------- | ------------------------- | ------------------------- | ------------------------- | ------------------------- | ------------------------- | ------------------------- | ------------------------- | ------------------------- | ------------------------- | ------------------------- | ------------------------- |
| متوسط درجة الحرارة الكبرى °م (°ف)  | 2.6 (36.7)                | 4.3 (39.7)                | 9.2 (48.6)                | 13.5 (56.3)               | 18.4 (65.1)               | 21.4 (70.5)               | 23.9 (75.0)               | 23.2 (73.8)               | 18.8 (65.8)               | 13.6 (56.5)               | 6.9 (44.4)                | 3.6 (38.5)                | 13.3 (55.9)               |
| المتوسط اليومي °م (°ف)             | −0.3 (31.5)               | 0.4 (32.7)                | 4.5 (40.1)                | 7.9 (46.2)                | 12.7 (54.9)               | 15.9 (60.6)               | 18.0 (64.4)               | 17.4 (63.3)               | 13.5 (56.3)               | 9.2 (48.6)                | 3.7 (38.7)                | 0.9 (33.6)                | 8.7 (47.7)                |
| متوسط درجة الحرارة الصغرى °م (°ف)  | −3.7 (25.3)               | −3.7 (25.3)               | −0.3 (31.5)               | 2.3 (36.1)                | 6.8 (44.2)                | 10.4 (50.7)               | 12.3 (54.1)               | 12.0 (53.6)               | 8.6 (47.5)                | 5.2 (41.4)                | 0.4 (32.7)                | −2.1 (28.2)               | 4.0 (39.2)                |
| الهطول مم (إنش)                    | 76 (3.0)                  | 73 (2.9)                  | 88 (3.5)                  | 90 (3.5)                  | 124 (4.9)                 | 124 (4.9)                 | 117 (4.6)                 | 120 (4.7)                 | 102 (4.0)                 | 91 (3.6)                  | 84 (3.3)                  | 96 (3.8)                  | 1٬184 (46.6)              |
| متوسط تساقط الثلوج سم (إنش)        | 18.6 (7.3)                | 22.8 (9.0)                | 11.5 (4.5)                | 2.5 (1.0)                 | 0.0 (0.0)                 | 0.0 (0.0)                 | 0.0 (0.0)                 | 0.0 (0.0)                 | 0.0 (0.0)                 | 0.2 (0.1)                 | 8.2 (3.2)                 | 17.6 (6.9)                | 81.4 (32.0)               |
| متوسط أيام هطول الأمطار (≥ 1.0 mm) | 10.3                      | 10.0                      | 11.8                      | 11.3                      | 12.7                      | 12.1                      | 11.9                      | 11.7                      | 9.8                       | 9.6                       | 10.4                      | 11.7                      | 133.3                     |
| متوسط الأيام المثلجة (≥ 1.0 cm)    | 5.3                       | 5.2                       | 3.1                       | 0.9                       | 0.0                       | 0.0                       | 0.0                       | 0.0                       | 0.0                       | 0.1                       | 1.7                       | 4.5                       | 20.8                      |
| متوسط الرطوبة النسبية (%)          | 84                        | 81                        | 75                        | 73                        | 73                        | 73                        | 73                        | 76                        | 80                        | 84                        | 85                        | 85                        | 78                        |
| ساعات سطوع الشمس الشهرية           | 50                        | 75                        | 121                       | 152                       | 176                       | 191                       | 217                       | 198                       | 144                       | 96                        | 51                        | 34                        | 1٬505                     |
| المصدر: MeteoSwiss                 |                           |                           |                           |                           |                           |                           |                           |                           |                           |                           |                           |                           |                           |